# جان توگای
جان توگای (ترکی استانبولی: Can Togay؛ زادهٔ ۲۷ اوت ۱۹۵۵) هنرپیشه، کارگردان فیلم، فیلم‌نامه‌نویس، شاعر، و بازیگر سینما اهل مجارستان است. وی بین سال‌های ۱۹۷۳ تا ۲۰۰۷ میلادی فعالیت می‌کرد.